# Ivar Rydén
Ivar Rydén, född 16 februari 1916 i Oskarshamns församling i Kalmar län, död 1 februari 2006 i Taberg i Månsarps församling i Jönköpings län, var en svensk sångare. 

## Biografi
Rydén utbildades vid Upsala Musikskola av konsertsångare Ragnar Hultén, hovsångare Martin Öhman, operasångare Gösta Lindberg med flera. Repertoaren omfattade bland annat schlagers, operettmelodier och romanser. 
Röstfacket var dramatisk baryton och han framträdde bland annat i radio med Åke Jelvings orkester samt Walter Lindbloms ensemble och Nils Kyndels orkester. Ivar Rydén sjöng dessutom vid folkparkerna runtom i landet och gav ut flera skivor och kassettband. På 1950-talet var han vid Kungliga Teatern i Stockholm samt på Upsala Stadsteater. 
Han erkändes som operasångare av flera större operasångare och -sångerskor på 1940-talet, men av oklar anledning blev det inget vidare med detta. Han arbetade sedermera som chef på Pressbyrån, bland annat, och blev kyrkosångare vid pensioneringen. Han sjöng då på begravningar och kyrkokonserter, främst i Jönköpingsområdet. 
Han var gift två 1939–1957 med Astrid Löfgren (1911–2011) och från 1965 med Marita Stensson (född 1942). Bland de sammanlagt sju barnen märks Bo Rydén och Inger Rydén i första äktenskapet samt Tommy Rydén i det andra äktenskapet.

## Diskografi

### 78-varvare
- IVAR RYDÉN med pianoackompanjemang (1952)
  - Skivmärke: HMV X 7847 (Stockholm 20 okt 1952, utg jan 1953. S 1. Dag Lamberth, piano.)
  - Innehåll:
    - Vi är alla vandringsmän (Karl-Gösta Lundgren)
    - Gudakärlek underbar (Sven Lundqvist)
- IVAR RYDÉN. LONG JOHN RAMBLERS (1956)
  - Skivmärke: Sonora 7905 (Stockholm 2 febr, utg febr 1956.)
  - Innehåll:
    - Vilde Bill Long (Anders Svahn)
    - Sexton ton (Sixteen tons) (M. Travis -- Ninita)

### Kassettband
- Flera kassettband utgivna på 1980- och 1990-talen med kristen musik.